# Alter Palast (Aššur)
Der Alte Palast von Aššur war ein Monumentalbauwerk in der ehemaligen assyrischen Hauptstadt. Er wurde vermutlich bereits in der altassyrischen Zeit errichtet. Seine Nachfolgebauten wurden dann bis in die neuassyrische Zeit als königliche Residenz genutzt.

## Erster Bau
Etwa aus der Zeit von Ērišum I. (1910 bis 1871 v. Chr.) stammen Reste eines monumentalen Baues, die im großen Hof des Alten Palastes gefunden wurden. Es konnte kein Plan des Baues erfasst werden, aber die Ausführung des Baues und die Stärke der Mauern deuten darauf hin, dass es sich hier um ein bedeutendes Gebäude, vielleicht um einen ersten Palast, handelte.

## Bauwerk des Šamši-Adad I.

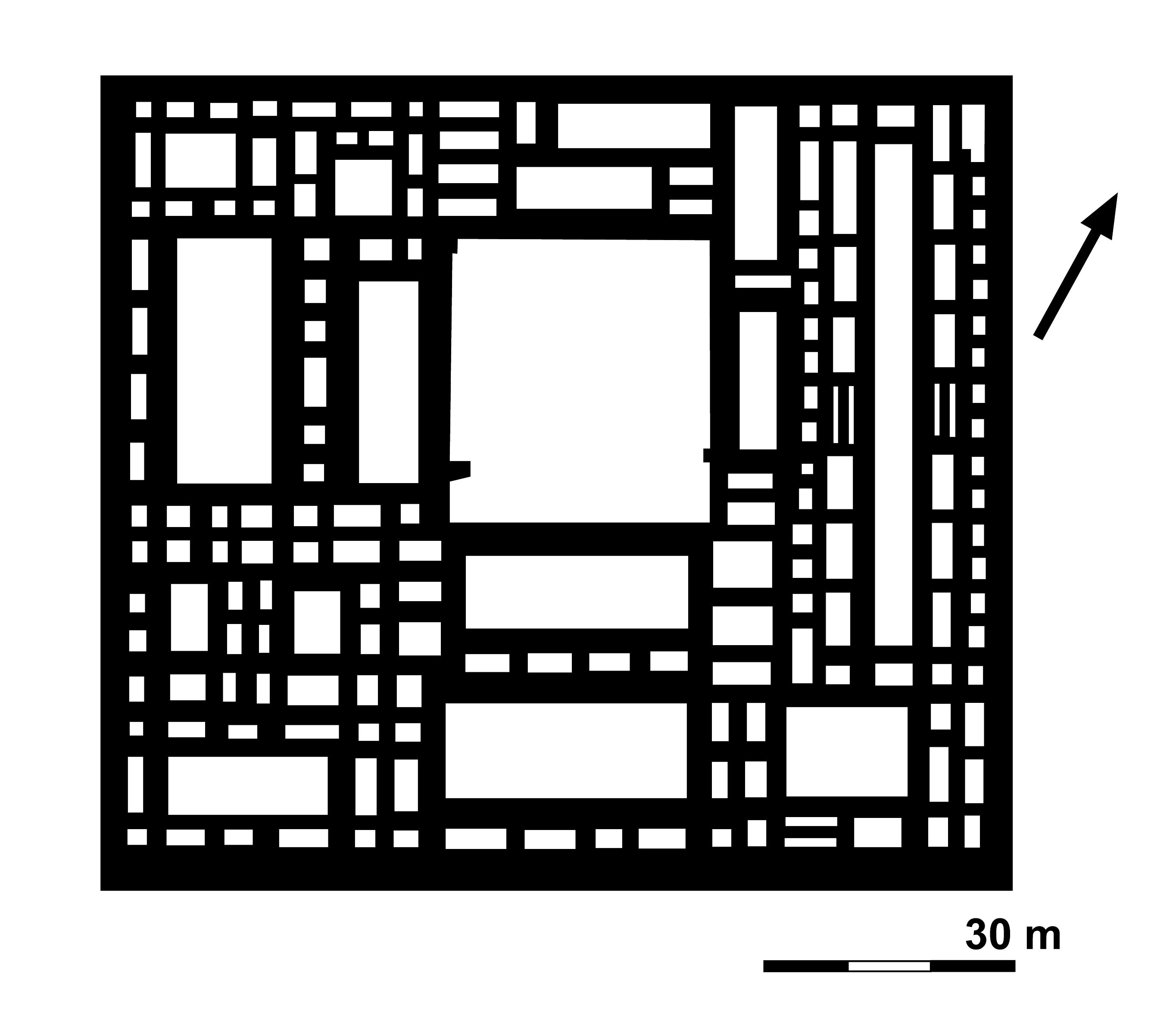
Alter Palast; Plan der Fundamente des ältesten Palastes

König Šamši-Adad I. errichtete am Ende der altassyrischen Zeit ein obermesopotamisches Reich. Dessen Hauptstadt war Šubat-Enlil, jedoch unterhielt er auch eine Residenz in Aššur. Diese stand vermutlich an der Stelle des alten Palastes. Hier stand ein Gebäude von 100 × 110 Metern Seitenlänge. Es besaß neben einem großen Innenhof noch mehrere kleinere Höfe und zahlreiche Räume. Von dem Bau waren nur noch die Fundamente erhalten. Türen und aufgehendes Mauerwerk waren nicht mehr vorhanden. Die erste textliche Erwähnung des Palastes stammt eventuell von Puzur-Sin (um 1700 v. Chr.), der berichtet, dass er den Palast des Šamši-Adad I., den er als unrechtmäßigen Herrscher bezeichnete, niederriss. Aššur-nirari I. (1534–1509 v. Chr.) dekorierte den Palast mit beschrifteten Nägeln, was auf Umbauten insgesamt hinweist. Von Aššur-nadin-ahhe II. (1402–1393 v. Chr.) fanden sich Ziegel im Palast, die Bauarbeiten unter den Herrscher andeuten, jedoch fanden sich nie in situ. Sie können also ursprünglich von einem anderen Bau stammen.

## Mittelassyrische Zeit
In mittelassyrischer Zeit wurde der Palast an dieser Stelle wieder errichtet. Hieran war vor allem König Adad-nirari I. (etwa 1307–1275 v. Chr.) maßgeblich beteiligt, von dem sich zahlreiche Inschriften im Palast fanden. Demnach gab es Renovierungen am Hof der Standarten, Vorhof des bit lanuni und am Heiligtum. Daneben legte er (oder erneuerte) eine Gartenanlag beim Palast. Daneben rühmt sich Aššur-bel-kala in seinem zerbrochenen Obelisken, an diesem Palast mitgewirkt zu haben. Er wurde später auch im südlichen Flügel dieses Palastes bestattet. Konzeptionell orientierte sich dieses Bauwerk sowohl an Šamši-Adads Bauwerk als auch am Palast des Zimri-Lim in Mari. Gemeinsamkeiten bestanden ferner mit dem Palast in Tell al-Rimah. Weitere Bauarbeiten sind unter Salmānu-ašarēd I. (1263–1234 v. Chr.), dem Sohn Adad-niraris I., bezeugt. In Inschriften wird berichtet, dass er einige Räume des Palastes, die er verfallen vorfand, wieder herrichten ließ. Der sogenannte Nordosthof II war mit Ziegeln gepflastert, die den Namen. Es handelt sich vielleicht um den Hof der Ebleme, der von verschiedenen Texten bekannt ist.
Unter Tukulti-apil-Ešarra I. wurden auch zum ersten Mal steinerne Orthostaten in den Palastwänden verbaut. Sie tragen eine Inschrift, die den Herrscher als Erbauer des Palastes aufführt: Das ist der Palast Tukulti-apil-Ešarras, des Königs von Assur (Das ist eine Orthostatenplatte) des Buchsbaum-Hauses. Verschiedene Inschriften sind bezeugt, als Material wurde Kalkstein und Basalt verwendet.

## Neuassyrische Zeit
König Aššur-nâṣir-apli II. (883–859 v. Chr.) ließ das Bauwerk in neuassyrischer Zeit vollständig umbauen. In diesem Zuge wurde das Gebäude um einige Meter nach Süden verlagert. Insgesamt ist dieser Bau nur schlecht erhalten, vor allem der westliche Teil ist vollkommen verschwunden. Beim Bau von Aššur-nâṣir-apli II. wurden wiederum Orthostatenplatten verwendet, die aber nur in Bruchstücken erhalten sind. Die zum Teil langen Inschriften lassen sich aber rekonstruieren:
(Zeile 1) (Das ist) der Palast Aššur-nâṣir-aplis II., des großen Königs, des starken Königs, des Königs der Gesamtheit, des Königs von Aššur, des Sohnes von Tukulti-Ninurta (II.) des Königs der Gesamtheit, des Königs von Aššur, des Sohnes von Adad-nirari (II.), des Königs der Gesamtheit, des Königs von Aššur, Eroberer der Nari-Länder
(Zeile 2) in ihrer Gesamtheit, von den Pässen des Berges Kirruru zum Land Gilzanu. Er eroberte (das Gebiet) von den Quellen des Flusses Subnat zum Land Šubrû
(Zeile 3)(Das Gebiet) vom jenseitigen Ufer des Tigris bis zum Land Hatti, das gesamte Land Laqû, das Land Suhu bis zur Stadt Rapiqu, (das Gebiet) von den Pässen
(Zeile 4) von Babitu zum Berg Hašmar, das ganze Land Zamua, vom jenseitigen Ufer des Unteren Zab bis Til-Abari, das jenseits von dem Land Zaban liegt,
(Zeile 5) und bis Til-ša-Abatani, (das Gebiet) von Til-ša-Abatani, die Stadt Hirimu und die Stadt Harunu, beide Festungen des Landes Kaduniaš
(Zeile 6) fügte ich dem Gebiete meines Landes zu. In den Ländern und Gebirgsgegenden, die ich beherrschte, setzte ich fortan meine Gouverneure ein und empfing ihre Abgaben – die verrichteten (ihre) Dienstpflicht.
Aus dieser Bauphase stammen wahrscheinlich diverse monumentale Köpfe von Lamassu-Statuen. Der Bau war auch mit beschrifteten Knaufplatten dekoriert, die vielleicht sogar die ältesten überhaupt sind. Aššur-nâṣir-apli II. legte auch eine Königsgruft im Palast an. Es handelt sich um eine unterirdische Grabkammer mit einem Sarkophag aus Basalt. In diesem Gebäude kam erstmals die Konzeption zur Anwendung, die allen anderen neuassyrischen Palästen zugrunde lag, so auch seinem später errichteten Nordwestpalast in Nimrud. Mit seinem Umzug in diesen neuen Palast verlor Aššur seine Funktion als Reichshauptstadt. Dennoch wurde der Alte Palast immer wieder renoviert und erneuert. Vermutlich diente er weiterhin als königliche Residenz, wenn die Herrscher zu religiösen Zeremonien in der Stadt weilten, sowie als königliche Grablege. Hier wurden mindestens die Herrscher Aššur-nâṣir-apli II., Šamši-Adad V., Aššur-aḫḫe-iddina und Sîn-aḫḫe-eriba beigesetzt. Die Grüfte der ersten drei genannten wurden bei archäologischen Ausgrabungen bereits freigelegt. Der Palast wurde bei der Eroberung Aššurs durch die Meder im Jahr 614 v. Chr. komplett zerstört. Seine Ruinen wurden danach zum Teil noch bewohnt. Im Vergleich zu anderen Palästen des Herrschers wirkt der Bau eher bescheiden. Dies mag daran liegen, dass der Palast in großer Eile errichtet wurde. Es gibt keine Wandmalereien und Kolossalstatuen, die einige Türen flankierten, sind im Vergleich zu Figuren an anderen Palästen eher klein. Der Plan des Palastes hat Ähnlichkeiten mit dem von Til Barsip. Die Thronsäle in beiden Bauten sind etwa gleich groß. Beide Paläste hatten auch zwei Höfe. In den Räumen beim Thronsaal findet sich normalerweise ein Badezimmer, das hier aber fehlt, was wiederum typisch für ältere Paläste ist. Auch die kleinen Kolossalfiguren sind eher typisch für frühere Palastanlagen.
Umfangreiche Umbauten sind von Sîn-aḫḫe-eriba (745 bis 680 v. Chr.) vor allem im Eingangsbereich bezeugt, wobei einer der dort neu angelegten Räume vielleicht der Thronsaal des Herrschers war. In Texten des Königs wird ein Raum oder Palastteil mit der Bezeichnung Kummu erwähnt, dessen Dach und Türflügel aus Zedernholz bestanden. Sîn-aḫḫe-eriba ließ seine Gruft im Palast anlegen.
Vor dem Palast stand ein Obelisk. Hier fanden sich ein Sockel und zahlreiche Fragmente eines beschrifteten und bebilderten Obelisken. Seine zeitliche Einordnung ist unsicher, ein Königsname ist auf den Fragmenten nicht erhalten. Als Erbauer kommen wohl am ehesten Aššur-nâṣir-apli II. oder Salmānu-ašarēd III. in Frage.